# Odebolt (Iowa)
Odebolt es una ciudad ubicada en el condado de Sac en el estado estadounidense de Iowa. En el Censo de 2010 tenía una población de 1013 habitantes y una densidad poblacional de 373,56 personas por km².

## Geografía
Odebolt se encuentra ubicada en las coordenadas 42°18′43″N 95°15′15″O / 42.31194, -95.25417. Según la Oficina del Censo de los Estados Unidos, Odebolt tiene una superficie total de 2.71 km², de la cual 2.71 km² corresponden a tierra firme y (0%) 0 km² es agua.

## Demografía
Según el censo de 2010, había 1013 personas residiendo en Odebolt. La densidad de población era de 373,56 hab./km². De los 1013 habitantes, Odebolt estaba compuesto por el 98.52% blancos, el 0.2% eran afroamericanos, el 0.2% eran amerindios, el 0.1% eran asiáticos, el 0% eran isleños del Pacífico, el 0.79% eran de otras razas y el 0.2% pertenecían a dos o más razas. Del total de la población el 1.78% eran hispanos o latinos de cualquier raza.